# (28617) 2000 FB13
2000 أف بي 13 (ويعرف أيضًا باسم (28617) 2000 أف بي 13 وفق تسمية الكوكب الصغير) (بالإنجليزية: 2000 FB13)‏ هو كويكب ضمن حزام الكويكبات؛ وترتيبه 28617 من حيث الاكتشاف.
اكتُشف هذا الجُرم الفلكي بواسطة بحث لنكولن عن الكويكبات القريبة من الأرض في 29 مارس 2000.

## وصلات خارجية
- (28617) 2000 FB13 في قاعدة بيانات مختبر الدفع النفاث لأجرام النظام الشمسي الصغيرة

- الاكتشاف · مخطط المدار ·  العناصر المدارية · المعلمات المادية

- (28617) 2000 FB13 على موقع ويكي سكاي: DSS2, SDSS, GALEX, IRAS, Hydrogen α, X-Ray, Astrophoto, Sky Map, Articles and images